# دوري آيسلندا الممتاز 1980
دوري آيسلندا الممتاز 1980 (بالآيسلندية: 1. deild karla í knattspyrnu 1980) هو الموسم 69 من  دوري آيسلندا الممتاز. أقيم خلال الفترة 10 مايو 1980 وحتى 14 سبتمبر 1980، والذي يشرف على تنظيمه اتحاد آيسلندا لكرة القدم، وكان عدد الأندية المشاركة فيه  10، وفاز فيه نادي فالور.